# مافین
مافین (به انگلیسی: Muffin)، نوعی نان نیمه شیرین یا کیک است که اصولاً برای یک نفر تهیه می‌شود. مافین به دو نوع مافین انگلیسی و مافین آمریکایی تقسیم می‌شود. در نوع مافین آمریکایی معمولاً به خمیر کره، شکر و بیکینگ پودر افزوده شده و در کاغذهای ضخیمی که به فنجان شبیه است پخته می‌شود. به همین علت نوع آمریکایی مافین به نام کیک فنجانی نیز خوانده می‌شود. کیک فنجانی در واقع نوعی کیک اسفنجی یا کیک کره‌ای است که در قالب‌هایی به شکل فنجان پخته می‌شود.

## تفاوت مافین و کیک فنجانی

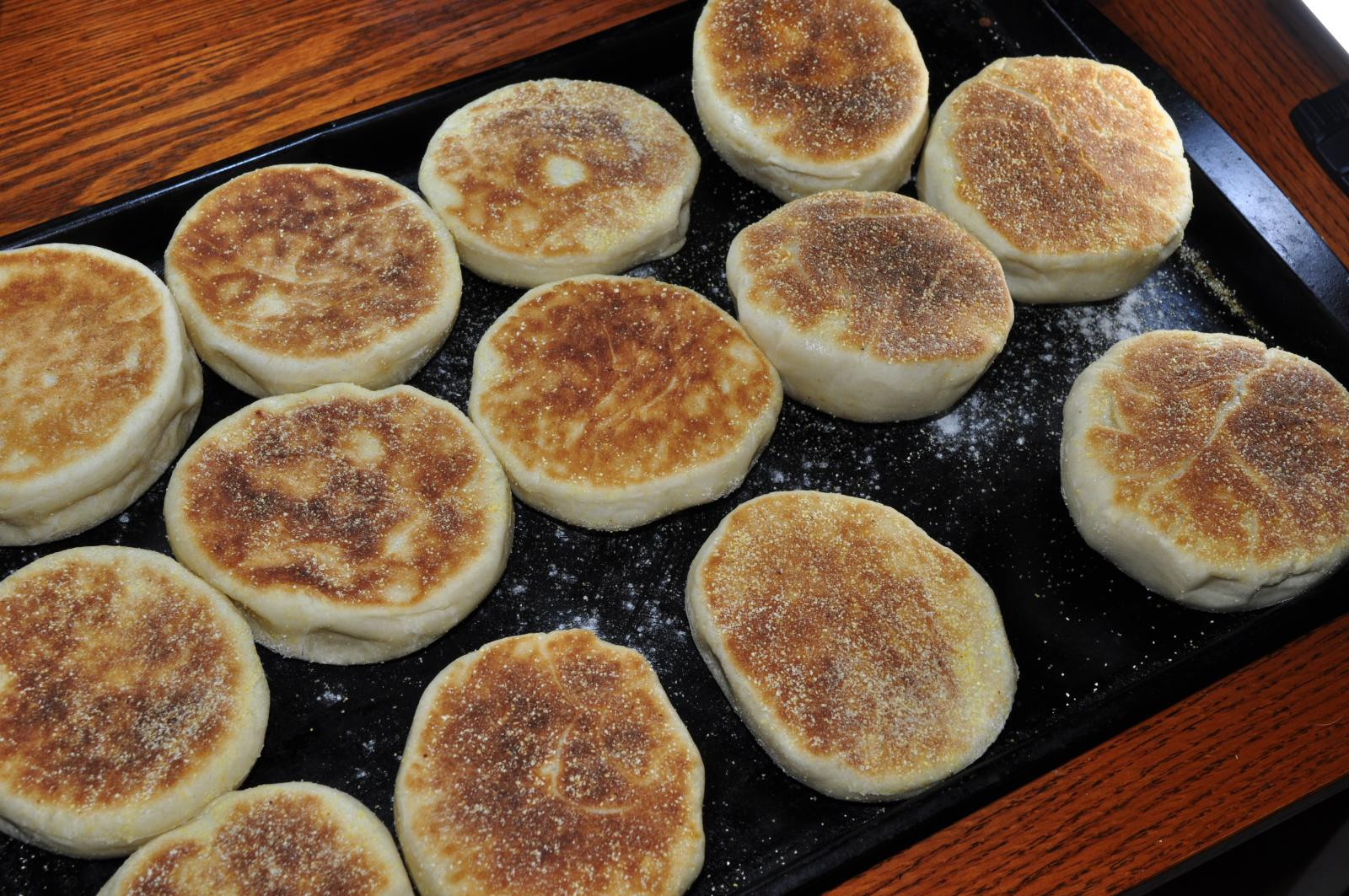
مافین انگلیسی

مافین انگلیسی نوعی نان کم شیرین است که در آن خمیر مایه بکار رفته و در اندازه‌های کوچک تهیه می‌شود. نوعی از مافین که در آن از بیکینگ پودر استفاده می‌شود، بنام مافین آمریکایی شناخته می‌شود. مافین در کشورهای آمریکا و انگلیس در هنگام صبحانه یا هنگام صرف چای صرف می‌شود. در انواعی از آن کشمش، کالباس یا بیکن خرد شده بکار می‌رود. مافین نسبت به کیک فنجانی ظاهری ساده و بدون تزیین دارد.
کیک فنجانی نوعی کیک است که از نظر ظاهری به فنجان شباهت دارد. مایهٔ این کیک در داخل آلومینیوم یا کاغذ ضخیم ریخته شده و پخته می‌شود. این کیک پس از پخته شدن به روش‌های گوناگون تزیین می‌شود. کیک فنجانی نسبت به مافین دارای چربی و کرهٔ بیشتری است.
کیک یزدی درواقع گونۀ ایرانی مافین است که با شکر، آرد سفید، تخم مرغ، روغن، بیکینگ پودر، وانیل و شیر (یا ماست) تهیه می‌شود.